# Dragoslav Ražnatović
Dragoslav Ražnatović (in serbo Драгослав Ражњатовић?; Vranje, 19 aprile 1941) è un ex cestista jugoslavo.

## Carriera
Con la Jugoslavia ha disputato due edizioni dei Giochi olimpici (Tokyo 1964, Città del Messico 1968), due dei Campionati mondiali (1963, 1967) e tre dei Campionati europei (1963, 1965, 1967).

## Palmarès
- YUBA liga: 1

Radnički Belgrado: 1972-73